# Neptun TV
Neptun TV a fost un post național de televiziune, cu sediul în Constanța. A fost înființat pe 29 iunie 1995 de către fostul primar al Constanței Radu Mazăre. Fondat ca un post regional, din 2007 începe să emită național, acoperind 66,3% din totalul gospodăriilor cu acces TV din România.
La 17 februarie 2020. instanța a declarat falimentul Neptun TV. Aceasta și-a încheiat emisia, la aproape 25 de ani de la lansare, potrivit Constanța 100%.